# Шубертова, Милада
Милада Шуб(е)ртова (чеш. Milada Šubrtová; род. 24 мая 1924, деревня Лота, в настоящее время в составе деревни Хржич (чеш. Chříč) под Пльзенем — 1 августа 2011) — чешская певица (сопрано). Народная артистка Чехословакии (1975).
Родилась в Пльзене, переехала в Прагу. Училась у чешского тенора Зденека Книтля. Дебютировала в 1946 г., с 1948 до 1991 гг. солистка Национального театра. В 1954 г. получила первую премию Международного музыкального фестиваля «Пражская весна», где исполнила арию из оперы Гюстава Шарпантье «Луиза». 
Приобрела наибольшую известность в партиях классического чешского оперного репертуара: «Либуше» и «Чёртова стена» Сметаны (соответственно Красава и Хедвика), «Русалка» Дворжака (заглавная партия) и др. Воплотила также образы Лизы в «Пиковой даме» Чайковского и Турандот в одноимённой опере Пуччини.
В общей сложности Шубертова исполнила около восьмидесяти партий и приобрела репутацию «чешской Марии Каллас». Выступала также в оперетте, особенно в сочинениях Жака Оффенбаха. Она вышла замуж за чешского дирижера Яна Гуса Тихи и часто пела под его руководством. Вышла на пенсию в 1991 году.